# Luitz-Morat
Maurice Louis Radiguet dit Luitz-Morat (París, 5 de juny de 1884 – 11 d’agost d 1929) va ser un actor, director de cinema i guionista francès.

## Biografia
Fill d'un dentista de la rue du Faubourg-du-Temple, Luitz-Morat va néixer el 5 de juny de 1884a l'11è districte de París, però se sap poc dels seus orígens, que va fer tot el possible per enfosquir.
Es va casar amb l'actriu Madeleine Ramey (1888-1975) el 1912 i el 1925 amb l'actriu Simone Judic (1890-1964) amb qui tindrà una filla.
Es va unir a Gaumont just abans de la Gran Guerra, de la qual va tornar condecorat amb la Croix de guerre.
Arrasat per una malaltia devastadora als 45 anys, va morir l’11 d’agost de 1929 a la seva casa del 4 rue Auguste Bartholdi al 15è districte de París. i està enterrat al cementiri de Bagneux (28ena divisió).

## Filmografia

### Com actor
- 1910 : Les Sept Péchés capitaux III : La Luxure
- 1910 : Le Secret du corsaire rouge
- 1911 : Le Fils de Locuste
- 1911 : Le Fils de la Salamite
- 1911 : La Vierge d'Argos
- 1911 : Héliogabale (L'Orgie romaine)
- 1911 : Thaïs
- 1911 : Le Tyran de Syracuse
- 1911 : Quand les feuilles tombent
- 1912 : Tyrtée
- 1912 : Le Maléfice
- 1912 : Paris-Saint-Pétersbourg, minuit trente-cinq
- 1912 : Les Noces siciliennes
- 1912 : Le Regard
- 1913 : Une aventure de Bout de Zan
- 1913 : L'Écrin du Rajah : Le capitaine Cooper
- 1913 : Le Secret du forçat : Vicart
- 1913 : L'Angoisse : Sir George Talbot
- 1913 : La Petite Danseuse : Smithson
- 1913 : La Robe blanche : Le docteur
- 1913 : L'Agonie de Byzance : L'empereur Constantin Paléologue
- 1913 : Le Mort qui tue : Le sucrier Thomery
- 1913 : La Marche des rois
- 1914 : La Petite Andalouse
- 1914 : La Gitanella
- 1917 : L'Esclave de Phidias : Phidias
- 1920 : Petit-Ange
- 1920 : Les Cinq Gentlemen maudits
- 1921 : Pervenche
- 1927 : La Petite Chocolatière

### Com a director
- 1920 : Rien à louer
- 1920 : Petit-Ange
- 1920 : Monsieur le Bureau
- 1920 : Les Cinq Gentlemen maudits
- 1922 : La Terre du diable
- 1922 : Le Sang d'Allah
- 1922 : Au seuil du harem
- 1923 : Petit ange et son pantin
- 1924 : Surcouf
- 1924 : La Cité foudroyée
- 1925 : La Course du flambeau
- 1926 : Le Juif errant
- 1926 : Jean Chouan
- 1928 : La Ronde infernale
- 1928 : Mein Leben für das Deine
- 1929 : La Vierge folle

### Com a guionista
- 1926 : Le Juif errant
- 1928 : Mein Leben für das Deine
- 1929 : La Vierge folle